# María Juana
Marìa Juana è un comune nella Provincia di Santa Fe, Argentina. Si trova nel sud del Dipartimento di Castellanos e ha 4.707 abitanti di cui la maggior parte discendenti di immigrati italiani.

## Santa Patrona
- La patrona di Marìa Juana è Santa Juana Francisca Femiot

## Amministrazione

### Gemellaggi
- Buriasco